# Гурвич, Хаим Дов
Гурвич Хаим Дов (1865, Горки, Могилёвская губерния — 1927, Москва) — еврейский публицист, экономист. Один из теоретиков еврейского кооперативного движения. Старший брат писателя З. Либина.

## Биография
Родился в семье меламеда Зусмана Гурвича и Доры Герман. Получил традиционное еврейское образование в хедере.
В 1881—1887 учился в Горецком землемерно -агрономическом училище. Затем изучал философию в Венском университете. В 1900 уехал в Берлин, где изучал полит. экономию в Берлинском университете. В 1901 за диссертацию «Развитие человеческих потребностей и социальная дифференциация общества» получил звание доктора.
Во время учёбы сблизился с Д. Пинским, которому помогал в подготовке культурных мероприятий среди берлинских еврейских студентов.
В 1901—1903 сотрудничал в периодических изданиях на идише («Арбайтер фрайнд» и «Идише экспресс»), иврите («Гацефира», «Хашилоах», «Ахиасаф» и «Хаэшколь») и русском языках, печатал рассказы, научно-популярные статьи. В 1902 редактировал жаргонный еженедельник «Фольксцайтунг».
После окончания университета приехал в Варшаву, стал журналистом. В 1901—1903 был соредактором (совместно с Мордхе Спектором) еженедельных изданий на идише «Ди юдише фольксцайтунг» и «Ди юдише фройен вельт». После основания в Петербурге первой ежедневной газеты на идише «Дер фрайнд» стал её сотрудником и членом редколлегии, печатал публицистические статьи в рубрике «Из еврейской экономической жизни».
В 1912—1915 редактор экономического отдела журнала «Ди идише велт», а в 1913—14 соредактор журнала «Ди идише кооперацие».
После революции жил в Минске, Вильне, Варшаве.

## Сочинения
- «Die Entwickelung der menschlichen Bedürfnisse u. die sociale Gliederung d. Gesellschaft» («Развитие человеческих потребностей и социальная дифференциация общества»), диссертация (Лейпциг, 1901)
- «Хагорем акалкали» (о влиянии экономического фактора в средневековой еврейской истории) («Мимисрах умимаарав», 1899, IV);
- «Хамамон» (основы политической экономии), «Тушия», 1900;
- «Шаалат хакалкала» (о социальном вопросе в еврейском национальном движении), «Хашилоах», 1902;
- «О включении экономики в сионистскую программу» (доклад, читанный на Минском съезде сионистов), «Восход», 1902;
- «Хапошеа»,
- «Хезиз вэнифга»,
- «Иса шель раби Натан»,
- «Хамаабар»,
- «Махлокет лешэм шамаим»